# Stammliste des Hauses Baden

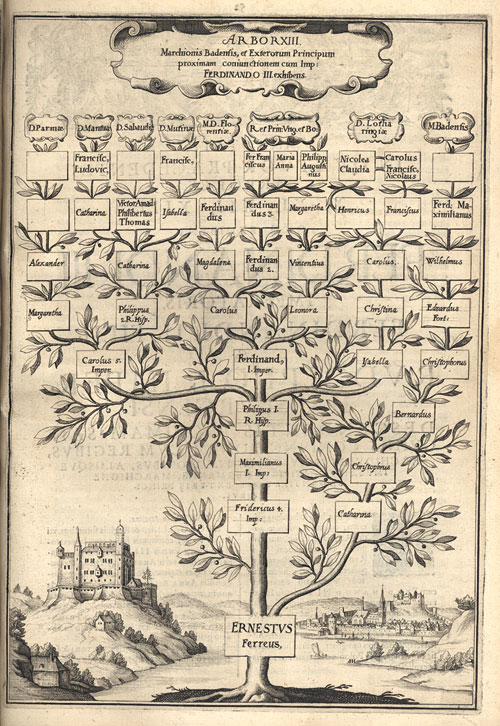
Johannes Gans: Stammbaum aus Arboretvm genealogicvm von 1635 (ein Stammbaum der Markgrafen von Baden, der sie auf den Habsburger Ernst den Eisernen zurückführt).

Stammliste des Hauses Baden mit den in der Wikipedia vertretenen Personen und wichtigen Zwischengliedern.

## Von Hermann I. (Baden) bis Bernhard I. (Baden)
1. Hermann I. (Baden) (1040–1074), Begründer des Hauses Baden, Sohn von Berthold I. (Zähringen); → Vorfahren siehe Stammliste der Zähringer
  1. Hermann II. (Baden) (1060–1130), ⚭ Judith von Backnang
    1. Hermann III. (Baden) (1105–1160), ⚭ I Bertha, ⚭ II Maria von Böhmen
      1. Hermann IV. (Baden) (1135–1190), ⚭ Bertha von Tübingen
        1. Hermann V. (Baden) (1165–1243), ⚭ Irmengard bei Rhein
          1. Hermann VI. (Baden) (1225–1250), Herzogsanwärter in Österreich ⚭ Gertrud von Babenberg
            1. Friedrich (1249–1268)
            2. Agnes (1250–1295), ⚭ I Herzog Ulrich III. (Kärnten), ⚭ II Ulrich II. (Heunburg)

          2. Rudolf I. (Baden) (1230–1288), ⚭ Kunigunde von Eberstein
            1. Hermann VII. (Baden) (1266–1291), ⚭ Agnes von Truhendingen
              1. Friedrich II. (Baden, Markgraf) († 1333), ⚭ I Agnes von Weinsberg, ⚭ II Margarete von Vaihingen
                1. Hermann IX. (Baden) († 1353), ⚭ Matilde von Vaihingen
                  1. Friedrich († vor 1353)

                2. Friedrich
                3. Agnes († 1361), Äbtissin im Kloster Lichtenthal
                4. Irmgard, Nonne im Kloster Lichtenthal
                5. Marie, Nonne im Kloster Lichtenthal

              2. Rudolf IV. (Baden) († 1348), ⚭ I Liutgard von Bolanden, ⚭ II Marie von Oettingen
                1. Friedrich III. (Baden) (1327–1353), ⚭ Margareta von Baden, Tochter des Rudolf Hesso von Baden
                  1. Rudolf VI. (der Lange) († 1372), ⚭ Mechthild von Sponheim
                    1. Bernhard I. (Baden) (1364–1431), ⚭ Anna von Oettingen (1380–1436); → Nachfahren siehe unten
                    2. Rudolf VII. (Baden) († 1391)
                    3. Matilde († 1425), ⚭ Graf Heinrich von Henneberg

                  2. Margarete, ⚭ I Graf Gottfried II. (Leiningen-Rixingen), ⚭ II Graf Heinrich (Lützelstein)

                2. Rudolf V. (der Wecker) († 1361), ⚭ Adelheid von Baden, Tochter des Rudolf Hesso von Baden

              3. Jutta († 1327)

            2. Rudolf II. (Baden) († 1295)
            3. Hesso (Baden) (1268–1295)
              1. Hermann VIII. (Baden) († 1296)
              2. Rudolf Hesso († 1335)
                1. Margareta († 1367), ⚭ Friedrich III. (Baden) (1327–1353)
                2. Adelheid († 1370/1373), ⚭ I Rudolf V. (der Wecker) († 1361), ⚭ II Walram IV. von Thierstein-Pfeffingen

            4. Rudolf III. (Baden) († 1332)
            5. Kunigunde (1265–1310), ⚭ Graf Friedrich VI. (Zollern)
            6. Adelheid von Baden († 1295), Äbtissin im Kloster Lichtenthal
            7. Kunigunde († 1310/1315), ⚭ Graf Rudolf II. (Wertheim)
            8. Irmengard (1270–1320), ⚭ Graf Eberhard I. (Württemberg)

          3. Mechthild († 1258), ⚭ Graf Ulrich I. (Württemberg)
          4. Elisabeth, ⚭ I Graf Eberhard von Eberstein, ⚭ II Ludwig II. von Lichtenberg

        2. Heinrich I. (Baden-Hachberg), 1. Markgraf von Baden-Hachberg († 1231) ⚭ Agnes von Urach; → Nachfahren siehe unten, Linie Baden-Hachberg
        3. Friedrich I. (Baden und Verona) (1167–1217)
        4. Jutta
        5. Bertha
        6. Gertrud († 1225), ⚭ Albrecht II., Graf von Egisheim und Dagsburg († 1211)

    2. Judith († 1162), ⚭ Herzog Ulrich I. von Kärnten († 1144)

  2. Luitgard von Breisgau

## Von Bernhard I. (Baden) bis Ernst I. (Baden)
1. Bernhard I. (Baden) (1364–1431) ⚭ Anna von Oettingen (1380–1436); → Vorfahren siehe oben
  1. Anna (1399–1421) ⚭ Ludwig IV. (Lichtenberg) († 1434)
  2. Beatrix (1400–1452) ⚭ Graf Emich VII. (Leiningen-Hartenburg) († 1452)
  3. Matilde (1401–1402)
  4. Margarete (1404–1442) ⚭ Graf Adolf II. (Nassau-Wiesbaden-Idstein) (1386–1426)
  5. Jakob I. (Baden) (1407–1453) ⚭ Katharina von Lothringen (1407–1439), Tochter von Karl II. (Lothringen) (1364–1431)
    1. Karl I. (Baden) (1427–1475) ⚭ Katharina von Österreich (1420–1493), Tochter von Ernst der Eiserne (1377–1424), Herzog von Österreich
      1. Katherina von Baden (1449–1484) ⚭ Graf Georg III. von Werdenberg-Sargans
      2. Cimburga von Baden (1450–1501) ⚭ Graf Engelbert II. (Nassau) (1451–1504)
      3. Margaretha von Baden (1452–1496), Äbtissin im Kloster Lichtenthal
      4. Christoph I. (Baden) (1453–1527) ⚭ Ottilie von Katzenelnbogen (1451–1517), Tochter von Philipp von Katzenelnbogen (1427–1453), gen. der Jüngere
        1. Ottilie von Baden (1470–1490), Äbtissin zu Pforzheim
        2. Jakob II. von Baden (1471–1511), Erzbischof von Trier
        3. Maria von Baden (1473–1519), Äbtissin im Kloster Lichtenthal
        4. Bernhard III. (Baden-Baden) (1474–1536) ⚭ Franziska von Luxemburg; → Nachfahren siehe unten, Linie Baden-Baden
        5. Karl von Baden (1476–1510), Domherr in Straßburg und Trier
        6. Christoph von Baden (1477–1508), Domherr in Straßburg und Köln
        7. Philipp I. (Baden) (1479–1533) ⚭ Elisabeth von der Pfalz (1483–1522), Tochter von Kurfürst Philipp (Pfalz) (1448–1508)
          1. Maria Jakobäa von Baden (1507–1580) ⚭ Wilhelm IV. (Bayern) (1493–1550)
          2. Philipp (1508–1509)
          3. Philipp Jakob (1511)
          4. Marie Eva (1513)
          5. Johann Adam (1516)
          6. Max Kaspar (1519)

        8. Rudolf von Baden (1481–1532), Domherr in Mainz, Köln, Straßburg und Augsburg
        9. Ernst (Baden-Durlach) (1482–1553); → Nachfahren siehe unten, Linie Baden-Durlach
        10. Wolfgang von Baden (1484–1522)
        11. Sibylle von Baden (1485–1518) ⚭ Graf Philipp III. von Hanau-Lichtenberg (1482–1538)
        12. Rosine von Baden (1487–1554) ⚭ Graf Franz Wolfgang von Hohenzollern (1483/84–1517)
        13. Johann von Baden († 1490)
        14. Beatrix von Baden (1492–1535) ⚭ Pfalzgraf Johann II. von Simmern (1492–1557)
        15. Georg (Baden, Markgraf) (1493)

      5. Albrecht von Baden (1455–1488)
      6. Friedrich IV. von Baden (1458–1517), Bischof von Utrecht

    2. Bernhard II. (Baden) (1428–1458), seliggesprochen
    3. Johann II. von Baden (1434–1503), Erzbischof von Trier
    4. Georg (Baden) (1433–1484), Bischof von Metz
    5. Markus von Baden (1434–1478), Bischof von Lüttich
    6. Margarete (1431–1457) ⚭ Albrecht Achilles (1414–1486)
    7. Mathilde von Baden († 1485), Äbtissin in Trier

  6. Bernhard (1412–1424)
  7. Rudolf (1417–1424)
  8. Agnes von Baden (1408–1473) ⚭ Gerhard VII. (Holstein-Schauenburg), Herzog von Schleswig, Graf von Holstein-Schauenburg (1404–1433)
  9. Ursula (1409–1429) ⚭ Graf Gottfried IX. (Ziegenhain) († 1425)
  10. Brigitte (1416–1441), Nonne

### Linie Baden-Baden
1. Bernhard III. (Baden-Baden) (1474–1536) ⚭ Franziska von Luxemburg († 1566), Tochter von Graf Charles I. de Luxembourg-Ligny; → Vorfahren siehe oben
  1. Philibert (Baden-Baden) (1536–1569) ⚭ Mechthild von Bayern (1532–1565), Tochter von Wilhelm IV. (Bayern) (1493–1550)
    1. Jakobe von Baden (1558–1597) ⚭ Herzog Johann Wilhelm (Jülich-Kleve-Berg) (1562–1609)
    2. Philipp II. (Baden-Baden) (1559–1588)
    3. Anna Maria von Baden (1562–1583) ⚭ Wilhelm von Rosenberg (1535–1592)
    4. Maria Salome (1563–1600)
    5. Sohn (* 31. Oktober 1565; † 31. Oktober 1565)

  2. Christoph II. (Baden-Rodemachern) (1537–1575) ⚭ Cäcilie Wasa (1540–1627), Tochter des schwedischen Königs Gustav I. Wasa (1496–1560)
    1. Eduard Fortunat (1565–1600) ⚭ Maria von Eicken (1571–1636), Tochter von Jobst von Eicken (1571–1636)
      1. Anna Marie Lukretia (1592–1654)
      2. Wilhelm (Baden-Baden) (1593–1677) ⚭ (I) Katharina Ursula von Hohenzollern-Hechingen (1610–1640), ⚭ (II) Maria Magdalena von Oettingen-Baldern (1619–1688)
        1. Ferdinand Maximilian von Baden-Baden (1625–1669) ⚭ Luise Christine von Savoyen-Carignan (1627–1689), Tochter von Fürst Thomas von Savoyen-Carignan (1596–1656)
          1. Ludwig Wilhelm (Baden-Baden) (1655–1707), Reichsfeldherr, gen. Türkenlouis ⚭ Franziska Sibylla Augusta von Sachsen-Lauenburg (1675–1733), Tochter von Julius Franz (Sachsen-Lauenburg) (1641–1689)
            1. Fehlgeburt († zwischen 1690 und 1695)
            2. Leopold Wilhelm (1694–1695)
            3. Charlotte (1696–1700)
            4. Karl Josef (1697–1703)
            5. Wilhelmine (1700–1702)
            6. Luise (1701)
            7. Ludwig Georg Simpert (1702–1761) ⚭ Maria Anna von Schwarzenberg (1706–1755), Tochter von Fürst Adam Franz Karl (Schwarzenberg) (1680–1732)
              1. Elisabeth Augusta von Baden-Baden (1726–1789) ⚭ Graf Michael Wenzel von Althan (1743–??)
              2. Karl Ludwig (1728–1734)
              3. Ludwig Georg (1736–1737)
              4. Johanna (* 28. April 1737; † 29. April 1737)

            8. Wilhelm Georg Simbert (1703–1709)
            9. Auguste Marie Johanna von Baden-Baden (1704–1726) ⚭ Louis de Bourbon, duc d’Orléans (1703–1752)
            10. August Georg Simpert (1706–1771) ⚭ Maria Viktoria Pauline von Arenberg (1714–1793), Tochter von Herzog Leopold Philipp (Arenberg) (1690–1754); → Linie ausgestorben

        2. Leopold Wilhelm von Baden-Baden (1626–1671), kaiserl. Feldmarschall ⚭ Maria Franziska von Fürstenberg-Heiligenberg (1633–1702), Tochter von Reichsgraf Egon VIII. (Fürstenberg-Heiligenberg) (1588–1635)
          1. Leopold Wilhelm (1667–1716)
          2. (Sohn) (* 20. Januar 1677; † 20. Januar 1677)
          3. Karl Friedrich Ferdinand (1668–1680)
          4. Katharina Franziska (jung gestorben)
          5. Henriette (jung gestorben)
          6. Anna (jung gestorben)

        3. Philipp Siegmund (1627–1647)
        4. Wilhelm Christoph von Baden-Baden (1628–1652)
        5. Hermann von Baden-Baden (1628–1691), Feldmarschall
        6. Bernhard (1629–1648)
        7. Franz († 1637)
        8. Isabella Eugenie Klara (1630–1632)
        9. Katharina Franziska Henriette (1631–1691)
        10. Claudia (1633–??)
        11. Henriette (1634–??)
        12. Anna (1634–1708)
        13. Maria († 1636)
        14. Maria Juliane († 1638)
        15. Philipp Franz Wilhelm (1652–1655)
        16. Maria Anna Wilhelmine (1655–1702)
        17. Karl Bernhard (1657–1678)
        18. Eva
        19. Maria

      3. Hermann Fortunat (1595–1665) ⚭ (I) Antonie Elisabeth von Criechingen († 1635); ⚭ (II) Marie Sidonie von Falkenstein (1605–1675)
        1. Karl Wilhelm Eugen (Baden-Rodemachern) (1627–1666), Domherr zu Köln
        2. Leopold (1628–1635)
        3. Marie Sidonie (1635–1686) ⚭ Fürst Philipp (Hohenzollern-Hechingen) (1616–1671)
        4. Philipp Balthasar († 1662)
        5. Marie Eleonore Sofie (1641–1668) ⚭ Graf Johann Franz Desideratus (Nassau-Siegen) (1627–1699)

      4. Albert Karl (1598–1626)

    2. Christoph Gustav (1566–1609)
    3. Philipp (1567–1620)
    4. Karl (1569–1590)
    5. Bernhard (1570–1571)
    6. Johann Karl (1572–1599)

### Linie Baden-Durlach

#### Linie Baden-Durlach (bis Karl Friedrich (Baden))
1. Ernst (Baden-Durlach) (1482–1553) ⚭ (I) Elisabeth von Brandenburg-Ansbach-Kulmbach (1494–1518), Tochter von Markgraf Friedrich II. (Brandenburg-Ansbach-Kulmbach) (1460–1536); ⚭ (II) Ursula von Rosenfeld (1499–1538), Tochter von Wolf von Rosenfeld († 1500); ⚭ (III) Anna Bombast von Hohenheim († 6. Juni 1574) → Vorfahren siehe oben
  1. Albrecht (1511–1542)
  2. Anna (1512–1579) ⚭ Graf Karl I. von Hohenzollern (1516–1576)
  3. Amalie (1513–1594) ⚭ Graf Friedrich II. von Löwenstein (1528–1569)
  4. Marie Jakobäa (1514–1592) ⚭ Graf Wolfgang II. von Barby (1531–1615)
  5. Marie Cleopha (1515–1580) ⚭ Graf Wilhelm von Sulz († 1566)
  6. Elisabeth (1516–1568) ⚭ Graf Gabriel von Salamanca-Ortenburg (1489–1539)
  7. Bernhard (Baden-Durlach) (1517–1553)
  8. Margarete (1519–1571) ⚭ Graf Wolfgang II. (Oettingen) (1511–1572)
  9. Salome († 1559) ⚭ Graf Ladislaus von Fraunberg-Haag (1505–1566)
  10. Karl II. (Baden-Durlach) (1529–1577) ⚭ (I) Kunigunde von Brandenburg-Kulmbach (1523–1558), Tochter von Markgraf Kasimir (Brandenburg-Kulmbach) (1481–1527); ⚭ (II) Anna von Pfalz-Veldenz (1540–1586), Tochter des Pfalzgrafen Ruprecht (Pfalz-Veldenz) (1506–1544)
    1. Marie (1553–1561)
    2. Albrecht (1555–1574)
    3. Dorothea Ursula (1559–1583) ⚭ Herzog Ludwig (Württemberg) (1554–1593)
    4. Ernst Friedrich (Baden-Durlach) (1560–1604) ⚭ Anna von Ostfriesland (1562–1621), Tochter von Graf Edzard II. (Ostfriesland) (1532–1599)
    5. Jakob III. (Baden-Hachberg) (1562–1590) ⚭ Elisabeth von Pallandt-Culemborg (um 1567–1620), Tochter von Graf Florenz I. (Pallandt-Culemborg) (1537–1598)
      1. Anna (1585–1649) ⚭ Graf Wolrad IV. (Waldeck) (1588–1640)
      2. Ernst Karl (1588–1588)
      3. Jakobäa (1589–1625)
      4. Ernst Jakob (1590–1591)

    6. Anna Marie (1565–1573)
    7. Elisabeth (1570–1611)
    8. Georg Friedrich (Baden-Durlach) (1573–1638) ⚭ (I) Juliana Ursula von Salm-Neufville (1572–1614); ⚭ (II) Agathe von Erbach (1581–1621), Tochter von Graf Georg III. (Erbach) (1548–1605); ⚭ (II) Elisabeth Stolz († 1652)
      1. Katharina Ursula (* 19. Juni 1593; † 15. Februar 1615), ⚭ Otto von Hessen-Kassel (1594–1617)
      2. Friedrich V. (Baden-Durlach) (1594–1659) ⚭ (I) Barbara von Württemberg (1593–1627), Tochter von Herzog Friedrich I. (Württemberg) (1557–1608); ⚭ (II) Eleonore von Solms-Laubach (1605–1633); ⚭ (III) Maria Elisabeth von Waldeck-Eisenberg (1608–1643); ⚭ (IV) Anna Maria von Hohen-Geroldseck (1593–1649); ⚭ (V) Elisabeth Eusebia von Fürstenberg († 1676)
        1. Friedrich VI. (Baden-Durlach) (1617–1677), Reichsfeldherr ⚭ (I) Christine Magdalena von Pfalz-Zweibrücken-Kleeburg (1616–1662), Tochter von Pfalzgraf Johann Kasimir (Pfalz-Zweibrücken-Kleeburg) (1589–1652); ⚭ (II) Johanna Bayer von Sendau (1636–1699)
          1. Friedrich Kasimir (1643–1644)
          2. Christine von Baden-Durlach (1645–1705) ⚭ (I) Markgraf Albrecht II. (Brandenburg-Ansbach) (1620–1667); ⚭ (II) Herzog Friedrich I. (Sachsen-Gotha-Altenburg) (1646–1691)
          3. Eleonore Katharine (1646)
          4. Friedrich VII. Magnus (Baden-Durlach) (1647–1709) ⚭ Augusta Maria von Schleswig-Holstein-Gottorf (1649–1728), Tochter von Friedrich III. (Schleswig-Holstein-Gottorf) (1597–1659)
            1. Friedrich Magnus (1672)
            2. Friederike Auguste (1673–1674)
            3. Christine Sofie (1674–1676)
            4. Klaudia Magdalene Elisabeth (1675–1676)
            5. Katharina (1677–1746)
            6. Karl III. Wilhelm (Baden-Durlach) (1679–1738) ⚭ Magdalena Wilhelmine von Württemberg (1677–1742), Tochter von Wilhelm Ludwig (Württemberg) (1647–1677)
              1. Karl Magnus (1701–1712)
              2. Friedrich von Baden-Durlach (1703–1732) ⚭ Anna Charlotte Amalie von Nassau-Dietz-Oranien (1710–1777), Tochter von Johann Wilhelm Friso (Nassau-Dietz) (1687–1711)
                1. Karl Friedrich (Baden) (1728–1811) – 1771 Baden vereinigt; → Nachfahren siehe unten, Linie Baden-Durlach
                2. Wilhelm Ludwig von Baden-Durlach (1732–1788)
                  1. Luise, Freiin von Seldeneck (* 31. Oktober 1763; † 15. Februar 1824) ⚭ Frederic Camill, Marquis de Montperny
                  2. Wilhelm Ludwig, Baron von Seldeneck (* 15. Januar 1766; † 12. Januar 1813) ⚭ Augusta, Freiin von Bothmer

              3. Auguste Magdalene (1706–1709)

            7. Johanna Elisabeth von Baden-Durlach (1680–1757) ⚭ Herzog Eberhard Ludwig (Württemberg) (1676–1733)
            8. Albertina Friederike von Baden-Durlach (1682–1755) ⚭ Herzog Christian August von Schleswig-Holstein-Gottorf (1673–1726), Fürstbischof von Lübeck
            9. Christoph von Baden-Durlach (1684–1723) ⚭ Marie Christine Felicitas von Leiningen-Dagsburg (1692–1734), Tochter von Johann Karl August (Leiningen-Dagsburg) (1662–1698)
              1. Karl August von Baden-Durlach (1712–1786)
                1. Christoph August von Ehrenberg (* 14. September 1773; † 12. Oktober 1839 in Bruchsal)
                2. August von Ehrenberg (* 1776; † 1813 in Vilnius); bei den badischen Truppen der Großen Armee Napoleons in Russland gefallen
                3. Wilhelmine von Ehrenberg (* 15. September 1780 in Durlach; † 8. November 1854 in Karlsruhe) heiratete 1804 in Karlsruhe Oberst Ludwig von Cancrin
                4. Karl Ernst Ludwig von Ehrenberg (* 1783 in Durlach; † 1817 in Heidelberg) heiratete 1809 in Massenbach die Freifrau Friederike Christine Eleonore von Massenbach (* 1786 in Usingen; † 1855 in Heidelberg)
                5. Ludwig Friedrich von Ehrenberg († 1786 in Durlach)
                6. Karoline Auguste von Ehrenberg (* 1781 in Durlach)
                7. Katharina Ludowika von Ehrenberg (* 1785 in Durlach; † 1806 in Karlsruhe)

              2. Karl Wilhelm Eugen von Baden-Durlach (1713–1783)
              3. Christoph von Baden-Durlach (1717–1789) ⚭ Katharina Höllischer, Freifrau von Freydorf (1745–1811)
                1. Karl Wilhelm Eugen von Freydorf (* 3. Februar 1781 in Karlsruhe; † 25. Juli 1854 in Karlsruhe); am 17. Juli 1806 von Karl Friedrich in den erblichen Adelsstand erhoben; später badischer Kriegsminister; Vater des Rudolf von Freydorf und des Berthold von Freydorf
                2. Ludwig Christoph August von Freydorf (* 1782 in Karlsruhe; † 1783 in Durlach)

            10. Charlotte Sofie (1686–1689)
            11. Marie Anna (1688–1689)

          5. Karl Gustav von Baden-Durlach (1648–1703) ⚭ Anna Sofie von Braunschweig-Wolfenbüttel (1659–1742), Tochter von Herzog Anton Ulrich (Braunschweig-Wolfenbüttel) (1633–1714)
            1. Juliane (* 12. September 1678; † 10. Juli 1707) ⚭ Herzog Johann Wilhelm (Sachsen-Eisenach) (1666–1729)
            2. Karl (* 30. März 1680; † 30. August 1680)
            3. Friedrich Rudolf (* 13. Mai 1681; † 18. Mai 1682)
            4. Karl Anton (* 29. Januar 1683; † 31. Mai 1692)

          6. Katharine Barbara (1650–1733)
          7. Johanna Elisabeth (1651–1680) ⚭ Markgraf Johann Friedrich (Brandenburg-Ansbach) (1654–1686)
          8. Friederike Eleonore (1658)

        2. Sibylle (1618–1623)
        3. Karl Magnus von Baden-Durlach (1621–1658) ⚭ Marie Juliane von Hohenlohe (1622–1675), Tochter des Grafen Georg Friedrich II. zu Hohenlohe-Waldenburg-Schillingsfürst
          1. Karl Friedrich (1651–1676), kath. Malteser
          2. Charlotte Sofie (1652–1678) ⚭ Graf Emich XIII. (Leiningen-Hartenburg) (1649–1684)
          3. Eleonore Barbara (1657–1658)
          4. Friedericke Christine (1658–1659)

        4. Barbara (1622–1639)
        5. Johanna Margaretha von Baden (1623–1661) ⚭ Johan Banér (1596–1641), schwedischer Feldmarschall
        6. Friederike (1625–1645)
        7. Christine (1626–1627)
        8. Anna Philippine (1629)
        9. Eleonore († 1630)
        10. Bernhard Gustav von Baden-Durlach (1631–1677), Kardinal, Fürstabt in Fulda und Kempten

      3. Anna Amalie (* 9. Juli 1595; † 18. November 1651) ⚭ Graf Wilhelm Ludwig (Nassau-Saarbrücken) (1590–1640)
      4. Philipp (* 30. Dezember 1596; † 14. März 1597)
      5. Karl (* 22. Mai 1598; † 27. Juli 1625)
      6. Juliane Ursula (* 1. Januar 1600; † 31. August 1600)
      7. Rudolf (* 21. Januar 1602; † 31. Mai 1603)
      8. Christoph von Baden-Durlach (1603–1632), gefallen bei der Belagerung von Ingolstadt
      9. Anna Auguste (* 30. März 1604; † 2. April 1616)
      10. Sibylle Magdalene (* 21. Juli 1605; † 22. Juli 1644) ⚭ Graf Johann (Nassau-Idstein) (1603–1677)
      11. Franziska (* 9. August 1606; † 27. August 1606)
      12. Ursula Marie (* 3. November 1607; † 22. Dezember 1607)
      13. Franziska Sibyle (* 4. Februar 1609; † 2. März 1609)
      14. Sofie Dorothea (* 14. März 1610; † 24. Oktober 1633)
      15. Ernestine Sofie (* 26. Dezember 1612; † 4. Juli 1658)
      16. Agathe (* 2. September 1615; † 29. Juni 1616)
      17. Anna Maria (Baden-Durlach) (1617–1672)
      18. Elisabeth von Baden-Durlach (* 6. Februar 1620; † 13. Oktober 1692), Spruchdichterin

#### Linie Baden-Durlach (ab Karl Friedrich (Baden))
1. Karl Friedrich (Baden) (1728–1811), 1806 Großherzog, ⚭ I (1751, Kinder 1–3) Karoline Luise von Hessen-Darmstadt (1723–1783), Tochter von Landgraf Ludwig VIII. (Hessen-Darmstadt) (1691–1768); ⚭ II (1787, morganatisch, Kinder 4–8) Luise Karoline von Hochberg (1767–1820); → Vorfahren siehe oben, Linie Baden-Durlach
  1. Karl Ludwig von Baden (1755–1801) ⚭ Amalie von Hessen-Darmstadt (1754–1832), Tochter von Landgraf Ludwig IX. (Hessen-Darmstadt) (1719–1790)
    1. Amalie Christiane von Baden (1776–1823)
    2. Karoline Friederike Wilhelmine von Baden (1776–1841) ⚭ Maximilian I. Joseph (Bayern) (1756–1825)
    3. Louise von Baden (1779–1826) ⚭ Zar Alexander I. (Russland) (1777–1825)
    4. Friederike Dorothea von Baden (1781–1826) ⚭ König Gustav IV. Adolf (Schweden) (1778–1837)
    5. Maria Elisabeth Wilhelmine von Baden (1782–1808) ⚭ Friedrich Wilhelm (Braunschweig-Lüneburg-Oels) (1771–1815)
    6. Karl Friedrich (1784–1785)
    7. Karl Ludwig Friedrich (Baden) (1786–1818) ⚭ Stéphanie de Beauharnais (1789–1860), Tochter von Claude de Beauharnais (1756–1819)
      1. Luise Amelie Stephanie von Baden (1811–1854) ⚭ Prinz Gustav von Schweden (Wasa) (1799–1877)
      2. (Sohn) (1812) (Vermutung und Spekulation, dass es hier sich um Kaspar Hauser handelt)
      3. Josephine von Baden (1813–1900) ⚭ Fürst Karl Anton (Hohenzollern) (1811–1885)
      4. Alexander (1816–1817)
      5. Marie Amalie von Baden (1817–1888) ⚭ William Douglas-Hamilton, 11. Duke of Hamilton (1811–1863)

    8. Wilhelmine Luise von Baden (1788–1836) ⚭ Ludwig II. (Hessen-Darmstadt) (1777–1848)

  2. Friedrich von Baden (1756–1817) ⚭ Christiane Luise von Nassau-Usingen (1776–1829), Tochter des Herzogs Friedrich August (Nassau-Usingen) (1738–1816)
  3. Ludwig I. (Baden) (1763–1830)
  4. Leopold (Baden) (1790–1852) ⚭ Sophie Wilhelmine von Holstein-Gottorp (1801–1865), Tochter von König Gustav IV. Adolf (Schweden) (1778–1837)
    1. Alexandrine von Baden (1820–1904) ⚭ Herzog Ernst II. (Sachsen-Coburg und Gotha) (1818–1893)
    2. Ludwig (1822)
    3. Ludwig II. (Baden) (1824–1858)
    4. Friedrich I. (Baden, Großherzog) (1826–1907) ⚭ Luise Marie Elisabeth von Preußen (1838–1923), Tochter von Kaiser Wilhelm I. (Deutsches Reich) (1797–1888)
      1. Friedrich II. (Baden, Großherzog) (1857–1928) ⚭ Hilda von Nassau (1864–1952), Tochter des Großherzogs Adolph (Luxemburg) (1817–1905)
      2. Viktoria von Baden (1862–1930) ⚭ König Gustav V. (Schweden) (1858–1950)
      3. Ludwig Wilhelm von Baden (1865–1888)

    5. Wilhelm von Baden (1829–1897), preußischer General ⚭ Maria Maximilianowna von Leuchtenberg (1841–1914), Tochter des Herzogs Maximilian de Beauharnais (1817–1852)
      1. Marie von Baden (1865–1939) ⚭ Herzog Friedrich II. (Anhalt) (1856–1918)
      2. Maximilian von Baden (1867–1929), Reichskanzler ⚭ Maria-Luise von Hannover-Cumberland (1879–1948), Tochter von Kronprinz Ernst August von Hannover (1845–1923)
        1. Marie Alexandra von Baden (1902–1944) ⚭ Wolfgang von Hessen (1896–1989)
        2. Berthold von Baden (1906–1963) ⚭ Theodora von Griechenland sen. (1906–1969)
          1. Margarete (1932–2013) ⚭ Tomislav von Jugoslawien (1928–2000)
          2. Max Markgraf von Baden (1933–2022) ⚭ Valerie von Österreich-Toskana (* 1941), Tochter von Hubert Salvator Habsburg-Lothringen (1894–1971)
            1. Marie Louise (* 1969) ⚭ Richard Dudley Baker[1]
              1. Sophia Baker (* 2001)

            2. Bernhard von Baden (* 1970) ⚭ Stephanie Kaul (* 1966)
              1. Leopold (* 2002)
              2. Friedrich (* 2004)
              3. Karl-Wilhelm (* 2006)

            3. Leopold (* 1971)
            4. Michael (* 1976) ⚭ Christina Höhne (* 1975)[2]

          3. Ludwig (* 1937) ⚭ Maria Anna von Auersperg-Breunner (* 1943)
            1. Sophie (* 1975)
            2. Berthold (* 1976)
            3. Aglaë (* 1981)

    6. Karl von Baden (1832–1906) ⚭ Rosalie von Beust (1845–1908), Gräfin von Rhena, Tochter von Freiherrn Wilhelm von Beust
      1. Friedrich Graf von Rhena (1877–1908)

    7. Marie von Baden (1834–1899) ⚭ Fürst Ernst zu Leiningen (1830–1904)
    8. Cäcilie von Baden (1839–1891) ⚭ Michael Nikolajewitsch Romanow (1832–1909)

  5. Wilhelm von Baden (1792–1859) ⚭ Elisabeth Alexandrine von Württemberg (1802–1864), Tochter von Prinz Ludwig von Württemberg (1756–1817), General der Kavallerie
    1. Henriette (1833–1834)
    2. Sofie (1834–1904) ⚭ Fürst Woldemar (Lippe-Detmold) (1824–1895)
    3. Pauline Elisabeth von Baden (1835–1891)
    4. Leopoldine von Baden (1837–1903) ⚭ Hermann Fürst zu Hohenlohe-Langenburg (1832–1913)

  6. Friedrich Alexander (1793)
  7. Amalie (1795–1869) ⚭ Fürst Karl Egon II. zu Fürstenberg (1796–1854)
  8. Maximilian von Baden (1796–1882)

### Linie Baden-Hachberg
1. Heinrich I. (Baden-Hachberg) († 1231), Markgraf von Hachberg und Sausenberg, ⚭ Agnes von Urach; → Vorfahren siehe oben
  1. Heinrich II. (Baden-Hachberg), († um 1298), Markgraf von Hachberg und Sausenberg, ⚭ Anna von Üsingen-Ketzingen
    1. Rudolf I. (Hachberg-Sausenberg) († 1313), Markgraf von Hachberg-Sausenberg, ⚭ Agnes von Rötteln; → Nachfahren siehe unten, Linie Hachberg-Sausenberg
    2. Heinrich III. (Baden-Hachberg) († 1330), Markgraf von Baden-Hachberg, ⚭ Agnes von Hohenberg († 1310)
      1. Heinrich IV. (Baden-Hachberg) († 1369), Markgraf von Baden-Hachberg, ⚭ Anna von Üsenberg
        1. Otto I. (Baden-Hachberg) († 1386), Markgraf von Baden-Hachberg, ⚭ Elisabeth Malterer
        2. Johann (Baden-Hachberg) († 1409), Markgraf von Baden-Hachberg
        3. Hesso (Baden-Hachberg) († 1410), Markgraf von Baden-Hachberg, ⚭ I Agnes von Geroldseck, ⚭ II 1381 Margaretha von Tübingen
          1. I Heinrich († nach 1390)
          2. I Hesso
          3. I Otto II. (Baden-Hachberg) († 1418), Markgraf von Baden-Hachberg; → Linie ausgestorben
          4. II Margaretha, ⚭ 1405 Friedrich von Leiningen

        4. Kunigunde

      2. Rudolf († 1343), Johanniterkomtur
      3. Hermann († 1356), Johannitermeister

    3. Friedrich, Deutschordensritter
    4. Verena, ⚭ Egino I., Graf von Fürstenberg
    5. Hermann I., Johannitermeister
    6. Kunigunde, Nonne in Adelhausen
    7. Agnes, ⚭ Walter von Reichenberg
    8. Elisabeth, Nonne in Adelhausen

  2. Werner, Domherr in Straßburg
  3. Hermann

#### Linie Hachberg-Sausenberg
1. Rudolf I. (Hachberg-Sausenberg) († 1313), Markgraf von Hachberg-Sausenberg, ⚭ Agnes von Rötteln; → Vorfahren siehe oben, Linie Baden-Hachberg
  1. Heinrich (Hachberg-Sausenberg) (1300–1318), Markgraf von Hachberg-Sausenberg
  2. Rudolf II. (Hachberg-Sausenberg) (1301–1352), Mitmarkgraf von Hachberg-Sausenberg, ⚭ Katharina von Thierstein
    1. Rudolf III. (Hachberg-Sausenberg) (1343–1428), Markgraf von Hachberg-Sausenberg, ⚭ I Adelheid von Lichtenberg, ⚭ II Anna von Freiburg-Neuenburg
      1. II Otto III. von Hachberg (1388–1451), Fürstbischof von Konstanz
      2. II Wilhelm (Hachberg-Sausenberg) (1406–1482), Markgraf von Hachberg-Sausenberg, ⚭ Elisabeth von Montfort-Bregenz
        1. Rudolf IV. (Hachberg-Sausenberg) (1406–1487), Markgraf von Hachberg-Sausenberg, ⚭ Margaretha von Vienne
          1. Philipp (Hachberg-Sausenberg) (1454–1503), Markgraf von Hachberg-Sausenberg, ⚭ Maria von Savoyen; → Linie ausgestorben
            1. Johanna (1485–1543), ⚭ 1504 Ludwig von Orléans-Longueville

          2. Katharina ⚭ Philipp de Neufchâtel-en-Bourgogne

        2. Hugo
        3. Ursula, ⚭ 1. ⚭ Jakob Truchseß von Waldburg († 1460); 2. ⚭ Ulrich von Montfort-Tettnang († 1495)

      3. II Verena ⚭ Heinrich V. von Fürstenberg
      4. II Rudolf der Junge (1393–1419)
      5. II Agnes - Nonne im Kloster St. Klara in Basel
      6. II Katharina († 1419)
      7. II Anna († 1419)
      8. II Margarethe († 1419)

    2. Agnes († um 1405), ⚭ Freiherr Burkhard II. von Buchegg († 1365)

  3. Otto I. (Hachberg-Sausenberg), Mitmarkgraf von Hachberg-Sausenberg, ⚭ I Katharina von Grandson, ⚭ II Elisabeth von Strassberg († 1352)

## Oberhäupter des Hauses Baden seit 1918
- Friedrich II. (1918–1928)
- Maximilian („Max“) (1928–1929)
- Berthold (1929–1963)
- Maximilian („Max“) (1963–2022)
- Bernhard (seit 2022), leitet die Unternehmen des Hauses Baden bereits seit 1998